# Ploceus baglafecht
El tejedor de Baglafecht (Ploceus baglafecht) es una especie de ave paseriforme de la familia Ploceidae. Está ampliamente distribuido en África al sur del Sahara, encontrándose desde el este de Nigeria y Camerún hasta Etiopía y el sur de Eritrea, y a través de África central hasta el sur de Tanzania.

## Subespecies
Se reconocen las siguientes subespecies:
- Ploceus baglafecht neumanni
- Ploceus baglafecht baglafecht
- Ploceus baglafecht eremobius
- Ploceus baglafecht emini
- Ploceus baglafecht reichenowi
- Ploceus baglafecht stuhlmanni
- Ploceus baglafecht sharpii
- Ploceus baglafecht nyikae